# Offutt Pinion
Offutt „Reb“ Pinion (* 23. März 1910 in Floyd County, Kentucky; † 30. September 1976 in Contra Costa County, Kalifornien) war ein US-amerikanischer Sportschütze.

## Erfolge
Offutt Pinion gewann 1954 in Caracas und 1958 in Moskau bei den Weltmeisterschaften im Mannschaftswettbewerb mit der Freien Pistole über 50 m jeweils die Silbermedaille. Er nahm an den Olympischen Spielen 1956 in Melbourne im Wettbewerb mit der Freien Pistole über 50 m teil. Mit 551 Punkten belegte er hinter Pentti Linnosvuo und Machmud Omarow den dritten Platz und erhielt so die Bronzemedaille.
Pinion war Mitglied der US Navy.